# Anne-Marie Salomon
Sœur Anne-Marie, née Anne-Marie Salomon en 1934 est médecin et religieuse. 
Elle est connue pour ses œuvres caritatives au Mali auprès des Touaregs et des réfugiés de Gossi depuis trente ans. Elle a créé et assure le fonctionnement de l'hôpital des Nomades de Kaïgourou et de Gossi.

## Biographie

### État de vie et études
En 1955, elle devient sœur dans la congrégation des sœurs de la Retraite à Vannes.
Titulaire d'une licence de mathématiques, elle exerce pendant treize ans (1965 à 1978) le métier d'enseignante de mathématiques et physique-chimie à Lannion puis à Angers.
Elle entreprend à l'âge de 45 ans des études de médecine. Elle suit son stage d'externat en 1984-1985, et devient docteur en médecine. C'est lors de son stage d'internat en santé publique à Gossi dans le Gourma malien (entre Sahara et le Sahel) qu'elle décide de s’y installer.

### Engagement auprès des touaregs du Mali
« Se trouvaient là des nomades chassés par les grandes sécheresses des années 70 et 80. Ils étaient descendus vers le sud pour trouver de l'eau, leurs troupeaux étaient morts. Ils vivaient parqués autour de la mare de Gossi, dans un état de désespérance et de dénuement absolu. » Elle s'est associée dès le départ avec Mohamed Ag Oumalha (dit "Zado"), un Touareg qui voulait agir pour les siens. « Ils ont bâti le projet ensemble. [...] [La ligne fixée dès le début est] développer des services de santé dans les coins les plus reculés, où les gens n'ont rien, aller au-devant des populations oubliées en formant des aides-soignants locaux. »
Elle s'installe en 1988 à Gossi au Mali où elle crée un centre de soins, puis crée l'hôpital des Nomades à Kaïgourou pour les populations nomades parmi les plus défavorisées du pays.
Elle est appelée "Anne-Marie" par la population malienne. Elle devient connue des médias : elle est le symbole de l'aide aux femmes enceintes, aux mères épuisées, aux enfants squelettiques, aux blessés et malades. 
Elle a créé un hôpital de fortune : l'hôpital des Nomades de Kaïgourou, puis l'hôpital des Nomades de Gossi, des dispensaires, et a aidé à la construction d'écoles. Elle assure le fonctionnement de l'hôpital, et forme des aides-soignants. Elle est aussi une aide pour le forage de puits et la culture de jardins. 
L'hôpital des Nomades de Kaïgourou reçoit, consulte et soigne les 30 000 patients chaque année.
Alors que « la région nord du Mali est bouclée et coupée du monde (à cause de la rébellion touareg) de juillet 1990 à fin 1994, elle est restée, seule Blanche pour faire tourner son hôpital de campagne, l'unique à 180 hm à la ronde. [...] Les ethnies se mêlent : Tamacheqs (Touareg désignés sous le nom de la langue qu'ils parlent), Bellahs (leurs anciens esclaves) mais aussi Arabes, Peuls. Au dispensaire, ce sont 60 à 90 patients par jour, soit 25 000 consultations dans l'année. ». Y sont soignés les tuberculeux, sidéens, lépreux, et les malades infectés de la bilharziose, du paludisme, du ver de Guinée, et les pneumopathies.
Outre l'hôpital de Kaïgourou, sœur Anne-Marie a créé six centres de soin à des distances comprises dans un rayon de 150 km. Parmi eux, trois sont accompagnés d'une école (à Doro, Almalitane et Teberent). À Idamane, l'association AEPG a fait creuser un puits et installer un petit dispensaire. Des soins médicaux ambulants s'y dispensent. La Fondation Giacinto Accornero ajoute que sont dus à cette religieuse des « extensions utiles pour les populations locales (soins itinérants, centre d'alphabétisation, banque de crédit pour les femmes, école communautaire...) »
Elle s'est associée avec le Touareg Mohamed Ag Oumalha appelé Zado, qui parle le tamacheq (langue maternelle), l'arabe, le bambara et le songhoï. Il traduit pour la sœur. Il est un musulman fervent, homme de Dieu qui s'est mis à la médecine « pour servir ses frères ». Il a suivi la formation de technicien de santé de la Croix-Rouge et a appris le reste au côté de la sœur.

## Associations créées
- Elle crée, en 1987, à Saint-Lambert-la-Potherie (Angers) l'AETG (Association pour une Entraide avec les Touareg de Gossi), reconnue ONG le 26 août 1988, qui devient en 1997 les "Amis de Gossi". Cette association, qui travaille toujours en liaison avec Sœur Anne-Marie Salomon, voit son accord-cadre renouvelé chaque année depuis cette date. Les "Amis de Gossi" travaillent en étroite collaboration avec la municipalité de Gossi pour les projets de développement en dehors de la santé.

- Deuxième association créée en 1995 : l'AEPG/Œuvre de sœur Anne-Marie (Association d'Entraide aux Populations du Gourma), née d'un SOS lancé par la sœur lors de la famine de février 1995[3]. (Devenue "Odsams Millau-Mali"[6] jusqu'à 2008, Odsams étant l'acronyme de l' Oeuvre de Sœur Anne Marie Salomon). L'association est reconnue ONG (autorisation d'exercer au Mali le 17 novembre 2000, accord-cadre signé le 16 mars 2001 reconduit chaque année). 
En 2002, une association : Téranga Africa est créée dans le Cantal. Une fusion des deux associations s'opère le 1er janvier 2009 à Vic-sur-Cère, elles prennent le nom Téranga Africa/Odsams Millau Mali, toujours reconnue ONG à ce jour. C'est cette association qui travaille avec sœur Anne-Marie et qui est reconnue ONG par le gouvernement malien (ministère des Collectivités locales).

## Distinctions
- En octobre 1999 : « grand prix pour l'action humanitaire » de Madame Figaro. Attribué au projet des Amis de Gossi[7].
- En novembre 2000 : prix de la Coopération internationale (« prix du courage, de l’exemplarité et du dévouement ») du Haut Conseil de la Coopération Internationale et de la Fondation de France. Reçu à Matignon et remis par le premier ministre Lionel Jospin. Attribué au projet d'Entraide Millau-Mali[1].
- Chevalier de la Légion d'honneur, reçue le 26 mars 2011[8].

### Ouvrages consacrés à sœur Anne-Marie
- Jacques Duquesne, Annabelle Cayrol et Sœur Anne-Marie, Sœur Marie-Anne J'ai choisi d'être médecin chez les touaregs, Paris, J'ai lu, juin 2013, 152 p. (ISBN 978-2-290-03120-9, BNF 43639490).
- Annick Lacroix, 12 femmes qui soulèvent le Monde, Éditions Albin Michel, avril 2009, 240 p. (ISBN 978-2-226-18997-4).

### Principale source utilisée
- Jacques Duquesne, Annabelle Cayrol et Sœur Anne-Marie, Sœur Marie-Anne J'ai choisi d'être médecin chez les touaregs, Paris, J'ai lu, juin 2013, 152 p. (ISBN 978-2-290-03120-9, BNF 43639490)  : document utilisé comme source pour la rédaction de cet article.